# Karl Friedrich Schultz
Karl Friedrich Schultz, auch Carl Friedrich Schultz (* 9. April 1766 in Canow Mühle; † 27. Juni 1837 in Neubrandenburg) war ein deutscher Mediziner und Botaniker. Sein botanisches Autorenkürzel lautet „Schultz“.

## Leben
Karl Friedrich Schultz besuchte die Gelehrtenschule in Neubrandenburg, betätigte sich zunächst als Pharmazeut in Potsdam, studierte dann Medizin und wurde 1791 in Halle promoviert. Anschließend wirkte er als praktischer Arzt in Stargard und in Neubrandenburg. Er wurde zum Hofrat ernannt und ist Erstbeschreiber zahlreicher botanischer Taxa wie dem Torf-Krummstielmoos Campylopus pyriformis, dem gedrehten Torfmoos Sphagnum contortum und dem Laubmoos Barbula hornschuchiana, das derzeit als Pseudocrossidium hornschuchianum (Schultz) R.H.Zander ausgewiesen wird.
Am 6. Januar 1802 wurde Schultz Ehrenmitglied der Mecklenburgischen Naturforschenden Gesellschaft und am 1. Januar 1820 wurde er unter der Präsidentschaft von Christian Gottfried Daniel Nees von Esenbeck mit dem akademischen Beinamen Timmius unter der Matrikel-Nr. 1159 als Mitglied in die Kaiserliche Leopoldino-Carolinische Deutsche Akademie der Naturforscher aufgenommen.
Christian Gottfried Daniel Nees von Esenbeck benannte ihm zu Ehren die Pflanzengattung Schultzia Nees 1823 aus der Pflanzenfamilie der Akanthusgewächse (diese gilt heute als Synonym von Herpetacanthus Nees. Dieser Name wurde von Nees selbst als Ersatzname geprägt, weil er die homonyme Schultzia Sprengel aus der Familie der Doldenblütler übersehen hatte, die dieser bereits 1813, und damit vor ihm, beschrieben hatte. Schon 1808 hatte Rafinesque eine Gattung Schutzia für eine Gattung der Enziangewächse aufgestellt, dieser Name wurde aber von der ICBN unterdrückt).
Sein Herbarium vermachte er der Universität Rostock.
Er war verheiratet und hatte zwei Söhne.

## Schriften
- Prodromus florae stargardiensis: continens plantas in Ducatu Megapolitano-Stargardiensi S. Strelitzensi sponte provenientes. C.F.E. Spaethen, Berlin 1806 (Digitalisat)
- Prodromi florae stargardiensis supplementum primum: adjectis observationibus. Neubrandenburg 1819 (Digitalisat)